# San José, Costa Rica
San José är huvudstad i Costa Rica sedan 1823. Staden har 341 000 invånare (2005) i centralorten och i hela storstadsområdet bor 2 115 000 invånare (2005).
San José ligger i Valle central, på cirka 1 170 meter över havet, och är omgiven av höga bergstoppar. Staden hyser till största delen låg bebyggelse och några enstaka högre byggnader, med kommersiellt centrum mellan Parque de la merced och Plaza de la cultura längs med Avenida segunda och primera. Trots sina problem är San José fortfarande en av Latinamerikas säkraste och minst brottstäta städer. 

## Historia
Den senare delen av 1900-talet växte San José kraftigt, med tanke på att befolkningen 1950 endast var 8 900. 
San José var en liten by utan nämnvärd betydelse fram till 1824. Detta år flyttade Costa Ricas första regeringschef, Juan Mora Fernández, Costa Ricas regering från den gamla koloniala huvudstaden Cartago. Detta var en tid av stor optimism i den nyligen självständiga centralamerikanska nationen.